# Verzorgingsplaats Serravalle Sud
De Verzorgingsplaats Serravalle Sud is een verzorgingsplaats in Italië langs de A11 iets ten zuiden van Serravalle Pistoiese.
Op 21 mei 1955 werd een wet van kracht om het wegennet aan te passen en uit te breiden. De Autostrada Firenze-Mare die tussen 1928 en 1933 was aangelegd voor de verbinding tussen Florence en Pisa zou worden omgebouwd tot een autosnelweg met gescheiden rijbanen. In samenhang met deze ombouw werd ongeveer halfweg de verzorgingsplaats Serrevalle Sud gebouwd. De restaurantketen Pavesi kreeg de concessie en koos voor het begin jaren 60 populaire brugrestaurant. Architect Alfonso Stochetti ontwierp een brugrestaurant met één laag die rust op toegangsgebouwen uit gewapend beton aan weerszijden van de weg. De trappenhuizen van baksteen staan licht gedraaid ten opzichte van de lengte as van de brug. De ombouw van de weg vond plaats in 1961 en 1962, de verzorgingsplaats zelf werd in 1962 geopend. In 1977 ging Pavesi op in Autogrill. 